# Had
| Eon Hada pred 4600–4000 milijoni let Fan. Proterozoik Arhaik Had |
| Umetnikov vtis o pokrajini hada |
| Geološka časovna lestvica-4500 —–-4000 —–-3500 —–-3000 —–-2500 —–-2000 —–-1500 —–-1000 —–-500 —–0 —HadArhaikProterozoikFanerozoikEoPaleoMezoNeoPaleoMezoNeoPaleoMezoKeno Merilo: milijoni let |

Had (tudi hadeik ali hades) je geološki eon pred arhaikom. V geološki zgodovini je najstarejša enota zgodovine planeta in se pričenja ob oblikovanju Zemlje ter zaključuje pred okoli 3,8 milijarde let (3.800 Ma). Poimenovanje had izhaja iz grščine in v njej pomeni »nevideno« ali »pekel« ter tako nakazuje takratne razmere na Zemlji. Obdobje je poimenoval geolog Preston Cloud leta 1972 in z njim prvotno označil čas pred nastankom prvih znanih kamnin. Starejši viri isto obdobje označujejo kot predarhaik, skozi 19. in 20. stoletje pa je večkrat najti izraz azoik (nakazuje na obdobje brez življenja).
Ker stratigrafija razločuje Zemljina zgodovinska obdobja glede na kamninske plasti, had zaradi neobstoja kamnin ni razdeljen na ere. Kljub temu pa je v nekaterih virih najti nekatere neuradne delitve tega eona, ki so nastale na podlagi istih obdobij iz Lunarne geološke zgodovine.